# Costituzione di Berlino
La Costituzione di Berlino del 23 novembre 1995 (Verfassung von Berlin vom 23. November 1995, VvB) è la costituzione dello Stato federato di Berlino adottata l'8 giugno 1995 dalla Camera dei Deputati di Berlino, ratificata con un referendum il 22 ottobre successivo con il 75,1 % dei voti espressi e promulgata il 23 novembre. Ha sostituito la precedente costituzione risalente al 1º settembre 1950 che era applicata fino alla Riunificazione solo a Berlino Ovest.
Si basa in gran parte sulla Costituzione del 1950, ma approfondisce il capitolo dei diritti fondamentali esigibili per mezzo della giustizia ed estende il numero degli obiettivi dello Stato inserendo tra gli altri il diritto al lavoro, all'educazione e ad un ambiente abitabile consono. Inoltre sono tutelati costituzionalmente la protezione dell'ambiente e quella dei dati. Sono allargati i diritti di partecipazione dei cittadini, con elementi di democrazia diretta come l'iniziativa popolare, le petizioni ed i referendum. L'organismo che controlla il rispetto della Costituzione è la Corte costituzionale di Berlino.

## Struttura
La Costituzione comprende 101 articoli divisi in nove sezioni. Ha subito nove revisioni, l'ultima nel 2006.
- I. Fondamenti
- II. Diritti fondamentali, obiettivi dello Stato
- III. La rappresentanza popolare
- IV. Il governo
- V. La legislazione
- VI. L'amministrazione
- VII. La giurisdizione
- VIII. Le questioni finanziarie
- IX. Disposizioni transitorie e finali

## Organismi
- Abgeordnetenhaus di Berlino
- Senato di Berlino
- Sindaco-governatore di Berlino
- Corte costituzionale di Berlino